# Chasing Time
Chasing Time è una raccolta del gruppo progressive metal americano Fates Warning, pubblicata nel 1995 dalla Metal Blade Records.

## Il disco
L'album - il cui titolo è identico ad una canzone presente su Perfect Symmetry - è il primo e finora unico best-of della band americana e copre i primi dieci anni di attività. 
Tutte le canzoni sono la riproposizione delle versioni presenti negli album in studio; tranne la 9, la 11 e la 12. At Fates Fingers è una versione rielaborata di At Fates Hands, contenuta in Perfect Symmetry, priva della sezione vocale e con un differenti assoli ed armonie. We Only Say Goodbye è un remix della versione presente su Parallels, Circles è una traccia inedita del 1993 e alcune sue parti formano la base per due tracce presenti su Inside Out, ovvero Shelter Me e Outside Looking In.
La chiusura dell'album è affidata ad una breve traccia nascosta: pochi secondi della strofa iniziale di Monument da Inside Out, con Ray Alder che, alla fine, storpia le parole imprecando. 
Il libretto include commenti della band - i membri facenti parte della formazione nel 1995 - ai brani scelti per la raccolta.

## Tracce
1. Monument (dall'album Inside Out) – 6:34 (Matheos)
2. The Apparition (dall'album The Spectre Within) – 5:50 (Matheos, Arch)
3. Through Different Eyes (dall'album Perfect Symmetry) – 4:21 (Matheos)
4. Point of View (dall'album Parallels) – 5:07 (Matheos, Arch)
5. Prelude to Ruin (dall'album Awaken the Guardian) – 7:21 (Matheos, Arch)
6. Quietus (dall'album No Exit, parte IV della suite The Ivory Gate of Dreams) – 4:25 (Matheos)
7. Eye To Eye (dall'album Parallels) – 4:06 (Matheos)
8. Guardian (dall'album Awaken the Guardian) – 7:32 (Matheos, Arch)
9. At Fates Fingers (inedita) – 4:47 (Matheos, Aresti, DiBiase)
10. Silent Cries (dall'album No Exit) – 3:15 (Matheos,Aresti, DiBiase, Zimmerman)
11. We Only Say Goodbye (remix inedito) – 4:56 (Matheos, Aresti, DiBiase, Zimmerman)
12. Damnation (dall'album Night on Bröcken) – 6:24 (Matheos, Arch)
13. Circles (inedito) – 5:16 (Matheos)
14. The Eleventh Hour (dall'album Parallels) – 8:12 (Matheos)

## Formazione
- Ray Alder - voce
- John Arch - voce[2]
- Jim Matheos - chitarra
- Frank Aresti - chitarra
- Victor Arduini- chitarra[3]
- Joe DiBiase - basso
- Mark Zonder - batteria
- Steve Zimmerman- batteria[4]